# Робер дьо Краон
Робер дьо Краон льо Бургиньон (на латински: Robertus de Kredinio) е вторият Велик магистър на Ордена на тамплиерите. Той е син на Рено I дьо Краон, господар на Краон, Егмаген и Анжу (Франция).

## Биография
Робер дьо Краон льо Бургиньон е сенешал на Ордена на Тамплиерите от 1126 до 1136 г. По време на неговото управление папа Инокентий III въздава на Ордена големи привилегии (Omne Datum Optimum):
1. Пълна независимост от църковните институции с изключение на папската.
2. Разрешение за собствени свещеници и капелани.
3. Пълно освобождаване от църковен десятък.
4. Право Ордена да строи собствени параклиси и църкви и други.

През 1147 г. папа Евгений III дава право на тамплиерите да носят пришит червен кръст върху мантиите си. Робер дьо Краон утвърждава основните структури на Ордена, реда за действие на командването, начина на разпределяне на приходите. При него се появява йерархична структура, което е признак за държавно устройство.